# Returnal
Returnal est un jeu vidéo développé par le studio finlandais Housemarque et édité par Sony Interactive Entertainment, sorti sur PlayStation 5 le 30 avril 2021. Le portage sur PC est sorti le 15 février 2023,.

## Synopsis
Le joueur incarne Selene (Jane Perry (en)), une voyageuse de l'espace, après avoir été bloquée dans une boucle temporelle, elle s'échoue sur une mystérieuse planète alien Atropos. Il ne lui faudra que peu de temps pour découvrir l'hostilité de ce nouveau lieu,.

## Système de jeu
Returnal est un jeu de tir à la troisième personne avec des éléments roguelike. Le joueur contrôle un pilote spatial échoué sur un monde extraterrestre.

## Développement
Returnal a été révélé pour la première fois avec la révélation de la PlayStation 5 de Sony le 11 juin 2020. Lors de la cérémonie des Game Awards le 11 décembre 2020, un nouveau trailer du jeu est dévoilé dans lequel une date de commercialisation est fixée au 19 mars 2021. Le titre est cependant repoussé au 30 avril 2021.

## Accueil
Returnal reçoit un accueil généralement favorable de la presse, recueillant la note de 86/100 sur l'agrégateur Metacritic.

## Distinctions
Durant la 18e cérémonie (en) des British Academy of Film and Television Arts, le titre glane la récompense de Jeu de l'année, Meilleure direction audio et Meilleure bande-son, tandis que l'actrice Jane Perry (en) est sacrée dans la catégorie Meilleure performance dans un rôle principal.